# Plainfield (New Jersey)
Plainfield est une ville du New Jersey. Lors du recensement de 2010, elle comptait 49 808 habitants.

## Personnalités liées
- Elizebeth Friedman (1892-1980),  cryptanalyste de la Seconde Guerre mondiale
- George Van Eps (1913-1998), guitariste de jazz
- William Samuel Verplanck (1916-2002), psychologue américain
- Irving Penn (1917-2009), photographe américain
- Alan Magee (1919-1983), aviateur américain qui a survécu a une chute libre de 6700 mètres pendant la Seconde Guerre mondiale
- Bill Evans (1929-1980), pianiste de jazz américain
- Milt Campbell (1933-2012), décathlonien, champion olympique en 1956
- Robert Shapiro (1942), avocat, membre de l'équipe de défense de O.J. Simpson
- Ashanti Alston (1954), activiste anarchiste, conférencier et écrivain, ancien membre du Black Panther Party
- Jaren Jackson Jr. (1999-), joueur de basket-ball américain.